# Eulaiades femoralis
Eulaiades femoralis är en skalbaggsart som beskrevs av Blanchard 1850. Eulaiades femoralis ingår i släktet Eulaiades och familjen Melolonthidae. Inga underarter finns listade i Catalogue of Life.